# دوک (عنوان)
دوک با معادل مؤنث دوشس یکی از لقب‌های مهم اشرافی و سلطنتی اروپایی است. به منطقهٔ حکومتی دوک، دوک‌نشین گفته‌می‌شود. این واژه از ریشه واژه لاتین  dux و به معنای فرمانده است.
«دوک» (به انگلیسی: Duke) عنوانی اشرافی است که معمولاً در سلسله‌مراتب نظام‌های پادشاهی یا سلطنتی، یکی از بالاترین القاب اشرافی پس از مقام پادشاه یا ملکه محسوب می‌شود. این عنوان در نظام‌های مختلف اروپایی، به ویژه در انگلستان، فرانسه، آلمان و ایتالیا، سابقه‌ای طولانی دارد و در بسیاری از موارد، حامل آن قدرت سیاسی، نظامی و اقتصادی قابل‌توجهی داشته است.

## ریشه واژه
واژه‌ی «دوک» از لاتین dux به معنای «رهبر» یا «فرمانده» گرفته شده است. این واژه ابتدا در دوران امپراتوری روم برای فرماندهان نظامی به کار می‌رفت، اما بعدها در قرون وسطی معنای اشرافی و منطقه‌ای پیدا کرد. 

## جایگاه در سلسله‌مراتب اشرافی
در نظام اشرافی غربی، به‌ویژه در بریتانیا، جایگاه دوک از سایر عناوین اشرافی بالاتر است. ترتیب معمول اشرافیت به این شکل است:
- دوک (Duke):
  - بالاترین مقام اشرافی.
  - مثال: دوک ولینگتون (Duke of Wellington) – قهرمان جنگ‌های ناپلئونی در انگلستان.
- مارکیز (Marquess):
  - معمولاً حاکم مناطق مرزی؛ مسئول دفاع از مرزها.
  - مثال: مارکیز نیوکاسل در انگلستان قرن ۱۸.
- ارل یا کنت (Earl / Count):
  - اشراف‌زاده محلی؛ عنوان «Count» در فرانسه و آلمان بیشتر رایج بود.
  - مثال: Count of Flanders – در اروپای قرون وسطی قدرت بالایی داشت.
- ویسکنت (Viscount):
  - پایین‌تر از کنت؛ اغلب در نقش دستیار اداری یا نظامی برای کنت‌ها فعالیت می‌کرد.

- بارون (Baron):
  - پایین‌ترین مقام اشرافی.
  - معمولاً صاحب زمین و حق مالیات‌گیری از مردم بود.
  - مثال: بارون مونتفورت در فرانسه.

## جایگاه
در میان لقب‌های پادشاهی بریتانیا، دوک از بالاترین و مهم‌ترین درجات، برای مردان است. اگر دوک، به عنوان مثال همچنین شاهزاده، عضو ارتش، سفیر یا روحانی باشد، رتبه‌اش قبل از لقبش گفته می‌شود به عنوان مثال: ارتشبد والاحضرت شاهزاده ادوارد، دوک کنت.

### آرشیدوک
آرشیدوک از القاب اشرافی در دربار دودمان هابسبورگ، اتریش-مجارستان بود. آرشیدوک جایگاهی پایین‌تر از شاه و بالاتر از دوک داشت.

## ویژگی‌ها و امتیازات دوک‌ها
- دوک‌ها معمولاً صاحب زمین‌های وسیع (دوکی‌ها یا Duchy) بودند.
- برخی دوک‌ها دارای قدرت نیمه‌مستقل یا کاملاً مستقل از پادشاه بودند (به‌ویژه در امپراتوری مقدس روم یا فرانسه‌ی قرون وسطی).
- در انگلستان، عنوان «دوک» از قرن چهاردهم به‌صورت رسمی به اشراف داده شد؛ نخستین دوک انگلستان، ادوارد سوم این عنوان را به پسرش اعطا کرد.
- دوک‌ها معمولاً در مجالس عالی اشراف (مانند مجلس اعیان بریتانیا) نقش مهمی داشتند.
- برخی از دوک‌ها، به ویژه در فرانسه یا آلمان، به عنوان حکمرانان منطقه‌ای حکومت می‌کردند (مثلاً دوک نورماندی یا دوک باواریا).

قدرت نظامی:
بسیاری از دوک‌ها ارتش شخصی داشتند.
- مثال: دوک بورگوندی (Philip the Good) ارتشی داشت که در جنگ‌های صدساله با فرانسه درگیر شد.

- زمین و قلمرو:   دوک‌ها اغلب حاکم یک Duchy بودند؛ مثلاً:
  - Duchy of Brittany در فرانسه
  - Duchy of Milan در ایتالیا
  - Duchy of Lancaster و Duchy of Cornwall در انگلستان (هنوز هم وجود دارند، تحت مالکیت سلطنتی هستند.)

- نقش سیاسی:
  - بسیاری از دوک‌ها در مجلس اعیان بریتانیا (House of Lords) حضور داشتند.
  - دوک‌ها نقش کلیدی در شورش‌ها و سیاست‌های داخلی داشتند، مثل دوک نورفک در دوران هنری هشتم.

## تفاوت با سایر عناوین
- شاهزاده (Prince) معمولاً به اعضای خاندان سلطنتی گفته می‌شود، نه لزوماً به مقام اشرافی منطقه‌ای
  - مثلاً: پرنس ولز (Prince of Wales) همیشه ولیعهد بریتانیاست، در حالی که دوک ساسکس (مثل پرنس هری) ممکن است رتبه پایین‌تری داشته باشد
- دوک ممکن است بخشی از خاندان سلطنتی باشد یا یک اشراف‌زاده‌ی غیر سلطنتی با اختیارات محلی.
  - دوک سلطنتی vs دوک اشرافی:
    - Royal Duke عنوانی است که به اعضای خاندان سلطنتی داده می‌شود (مثلاً دوک کمبریج = پرنس ویلیام).
    - Noble Duke یا Non-Royal Duke ممکن است اشراف‌زاده‌ای باشد که در جنگ یا خدمات سیاسی مورد توجه قرار گرفته.

## دوک در ایران
در فرهنگ و ساختار سیاسی ایران پیشامدرن، عنوان «دوک» معادل مستقیمی نداشت، اما می‌توان آن را به عنوانی مانند امیرِ منطقه‌ای یا حاکم ناحیه‌ای با استقلال نسبی تعبیر کرد. ساختار اشرافی ایران بیشتر بر اساس طبقات درباری و فئودالیسم قومی بود، نه عناوین نظام‌مند اشرافی اروپایی.
در ایران پیشامدرن، ساختار اشرافی اروپایی وجود نداشت اما برخی مقام‌ها شباهت کاربردی به دوک داشتند:
- امیرالامرای خراسان یا حاکم ایالت فارس در دوره صفوی یا قاجار، از نظر قدرت، نفوذ و کنترل بر قلمرو، قابل مقایسه با یک دوک اروپایی بودند.
- مثلاً:
  - امیرکبیر در دوره ناصرالدین‌شاه، هرچند عنوانش «دوک» نبود، اما نقشی مهم‌تر از بسیاری دوک‌های اروپایی داشت.
  - آصف‌الدوله در دوره قاجار – حکمران و مالک زمین‌های بزرگ.

## دوک و عنوان‌های زنانه
همسر یک دوک، «Duchess» (دوشس) نامیده می‌شود. در مواردی نادر، زنان نیز ممکن است مستقیماً عنوان دوشس را به عنوان یک عنوان ارثی یا سلطنتی دریافت کنند
- مثال: کاترین میدلتون، همسر پرنس ویلیام، عنوان Duchess of Cambridge را دارد.

- برخی زنان مستقیماً صاحب عنوان شدند:
  - Anne, Duchess of Brittany در فرانسه، دو بار ملکه فرانسه شد، ولی پیش از آن دوشس حاکم بر قلمرو بریتانی بود.

## امروزه
در جوامع مدرن، عنوان دوک اغلب جنبه نمادین یا تشریفاتی دارد، به‌ویژه در پادشاهی‌هایی مانند بریتانیا (مثلاً دوک کمبریج یا دوک ساسکس). این عنوان دیگر قدرت سیاسی یا نظامی مستقلی ندارد، ولی هنوز جایگاه اجتماعی بالایی محسوب می‌شود.
برخی از مشهورترین دوک‌های حال حاضر:
- Prince William – Duke of Cornwall and Cambridge (ولیعهد فعلی بریتانیا)
- Prince Harry – Duke of Sussex (عنوانی که با خروج او از وظایف سلطنتی دچار بحث شد)

## در ژاپن
پس از سال ۱۸۶۹ در دومین سال دوره میجی، سیستم اشرافی در ژاپن برقرار شد. به اربابان فئودال سابق و کسانی که در نوسازی میجی مشارکت داشتند، عناوین اشرافی اعطا شد و وظیفه محافظت از امپراتور بر عهده آنها قرار گرفت. توکوگاوا ایه‌ماسا، که به عنوان شانزدهمین رئیس خاندان توکوگاوا جانشین توکوگاوا یوشینوبو شد، به عنوان دوک، بالاترین رتبه اشرافیت، منصوب شد و پسر یوشینوبو، توکوگاوا آتسوشی، که از یک خانواده فرعی توکوگاوا بود، به عنوان بارون منصوب شد. با این حال، به خود یوشینوبو عنوانی داده نشد. شیبوساوا ای‌ایچی که رابطه نزدیکی با یوشینو داشت، می‌خواست که یوشینوبو در زمره اشراف قرار گیرد، اما در داخل دولت در مورد رفتار ویژه با یوشینوبو اختلاف نظر وجود داشت. شیبوساوا که از این موضوع نگران بود، مخفیانه با همکارانش در وزارت دارایی، ایتو هیروبومی و اینواوئه کائورو، مشورت کرد. در نتیجه، یوشینوبو در سال ۱۹۰۲ (مِیجی ۳۵) عنوان دوک را دریافت کرد.